# David Chiotti
David Paul Chiotti (San Jose, 9 settembre 1984) è un ex cestista statunitense naturalizzato italiano.

## Palmarès
- Eredivisie Forward of the Year (2009)

## Statistiche
Eurolega
| Stagione        | Squadra         | Competizione    | Partite | Partite | Partite | Statistiche tiro | Statistiche tiro | Statistiche tiro | Altre statistiche | Altre statistiche | Altre statistiche | Altre statistiche | Altre statistiche |
| Stagione        | Squadra         | Competizione    | Pres.   | Titol.  | Minuti  | Tiri da 2        | Tiri da 3        | Liberi           | Rimb.             | Assist            | Rubate            | Stopp.            | Punti             |
| --------------- | --------------- | --------------- | ------- | ------- | ------- | ---------------- | ---------------- | ---------------- | ----------------- | ----------------- | ----------------- | ----------------- | ----------------- |
| 2012-2013       | Olimpia Milano  | Eurolega        | 8       | 0       | 47      | 4/9              | 0/0              | 3/9              | 12                | 1                 | 2                 | 2                 | 11                |
| 2013-2014       | Olimpia Milano  | Eurolega        | 7       | 1       | 62      | 10/12            | 0/0              | 3/6              | 18                | 3                 | 2                 | 0                 | 23                |
| Totale carriera | Totale carriera | Totale carriera | 15      | 1       | 109     | 14/21            | 0/0              | 6/15             | 30                | 4                 | 4                 | 2                 | 34                |

Nazionale
| Cronologia completa delle presenze e dei punti in Nazionale - Italia | Cronologia completa delle presenze e dei punti in Nazionale - Italia | Cronologia completa delle presenze e dei punti in Nazionale - Italia | Cronologia completa delle presenze e dei punti in Nazionale - Italia | Cronologia completa delle presenze e dei punti in Nazionale - Italia | Cronologia completa delle presenze e dei punti in Nazionale - Italia | Cronologia completa delle presenze e dei punti in Nazionale - Italia | Cronologia completa delle presenze e dei punti in Nazionale - Italia |
| Data                                                                 | Città                                                                | In casa                                                              | Risultato                                                            | Ospiti                                                               | Competizione                                                         | Punti                                                                | Note                                                                 |
| -------------------------------------------------------------------- | -------------------------------------------------------------------- | -------------------------------------------------------------------- | -------------------------------------------------------------------- | -------------------------------------------------------------------- | -------------------------------------------------------------------- | -------------------------------------------------------------------- | -------------------------------------------------------------------- |
| 11/03/2012                                                           | Pesaro                                                               | Italia                                                               | 91 - 85                                                              | World Stars                                                          | All Star Game                                                        | 6                                                                    | [ 1 ]                                                                |
| 25/07/2012                                                           | Trento                                                               | Italia                                                               | 79 - 71                                                              | Finlandia                                                            | Torneo amichevole                                                    | 12                                                                   |                                                                      |
| 26/07/2012                                                           | Trento                                                               | Italia                                                               | 84 - 81                                                              | Bosnia ed Erzegovina                                                 | Torneo amichevole                                                    | 2                                                                    |                                                                      |
| 27/07/2012                                                           | Trento                                                               | Italia                                                               | 84 - 73                                                              | Montenegro                                                           | Torneo amichevole                                                    | 2                                                                    |                                                                      |
| 03/08/2012                                                           | Danzica                                                              | Italia                                                               | 87 - 85                                                              | Lettonia                                                             | Torneo amichevole                                                    | 0                                                                    |                                                                      |
| 04/08/2012                                                           | Danzica                                                              | Italia                                                               | 78 - 72                                                              | Montenegro                                                           | Torneo amichevole                                                    | 6                                                                    |                                                                      |
| 05/08/2012                                                           | Danzica                                                              | Polonia                                                              | 66 - 62                                                              | Italia                                                               | Torneo amichevole                                                    | 4                                                                    |                                                                      |
| 08/08/2012                                                           | Trieste                                                              | Italia                                                               | 78 - 70                                                              | Croazia                                                              | Amichevole                                                           | 4                                                                    |                                                                      |
| 09/08/2012                                                           | Parenzo                                                              | Croazia                                                              | 72 - 70                                                              | Italia                                                               | Amichevole                                                           | 5                                                                    |                                                                      |
| 18/08/2012                                                           | Chomutov                                                             | Rep. Ceca                                                            | 53 - 63                                                              | Italia                                                               | Qual. Euro 2013                                                      | 10                                                                   |                                                                      |
| 21/08/2012                                                           | Sassari                                                              | Italia                                                               | 78 - 69                                                              | Turchia                                                              | Qual. Euro 2013                                                      | 0                                                                    |                                                                      |
| 02/09/2012                                                           | Trieste                                                              | Italia                                                               | 68 - 56                                                              | Rep. Ceca                                                            | Qual. Euro 2013                                                      | 8                                                                    |                                                                      |
| 05/09/2012                                                           | Kayseri                                                              | Turchia                                                              | 82 - 83                                                              | Italia                                                               | Qual. Euro 2013                                                      | 4                                                                    |                                                                      |
| Totale                                                               |                                                                      | Presenze                                                             | 13                                                                   |                                                                      | Punti                                                                | 63                                                                   |                                                                      |